# گرهارد فوگت
گرهارد فوگت (به آلمانی: Gerhard Vogt) بازیکن فوتبال و مهاجم اهل آلمان شرقی بود که از سال ۱۹۵۹ میلادی عضو تیم ملی فوتبال آلمان شرقی بوده‌است. وی در ۴ بازی ملی حضور داشته و در بازی‌های ملی‌اش ۱ گل به ثمر رساند. گرهارد فوگت آخرین بازی ملی خود را در سال ۱۹۵۹ میلادی انجام داد.